# رسم العبد (إدلب)
رسم العبد قرية سورية تتبع ناحية سنجار في منطقة معرة النعمان في محافظة إدلب. بلغ عدد سكانها 414 نسمة في عام 2004 حسب إحصاء المكتب المركزي للإحصاء.